# Ischnomera incostata
Ischnomera incostata es una especie de coleóptero de la familia Oedemeridae.

## Distribución geográfica
Habita en el Tíbet (China).